# Елзас
Елза̀с (на елзаски ’s Elsass; на френски: Alsace; на немски: Elsaß; произнася се „Алзас“) е френска област на североизточната граница на западния бряг на горното течение на река Рейн и граничи с Германия и Швейцария. Преминавала е многократно във владение на една или друга държава. След Френско-пруската война през 1871 г. Германия я отнема от Франция. След Първата световна война заедно с Мозел е върната на Франция. През 2016 г. Елзас е присъединен към новия регион Гранд Ест.

## История
Следи от името „Елзас“ могат да се видят в горнонемската дума „Ali-saz“ или „Elisaz“, което означава „чуждестранно кралство“. Алтернативното обяснение идва от немското „Ell-sass“, което означава „разположен на Ил“, река в Елзас. Регионът исторически е принадлежал на Свещената Римска империя. Постепенно е присъединен към Франция през XVII век под управлението на кралете Луи XIII и Луи XIV като една от бившите френски провинции. Елзас често се споменава във връзка с Лотарингия, тъй като германската принадлежност на тези два региона (като имперската държава Елзас-Лотарингия, 1871 – 1918) е била оспорвана през XIX и XX в., когато за 75 години Елзас принадлежи четири пъти последователно на Франция и на Германия.

### Кратка историческа хронология
- 12 пр.н.е.: Създаване на укрепената римска крепост Аргенторатум (Argentoratum), раждане на град Страсбург.
- ~ 90: Римско-германски Елзас
Елзас е бил част от римската провинция Горна Германия
- 535: Францискански Елзас

Хлотар I анексира голяма част от Германия към своето кралство, включително Елзас.
- 843: Францисканско-германски Елзас
Подимперията на Каролингите Франция е разделена на три части с Вердюнския договор. Елзас попада в Централна Франция, Лотарингия, която ще бъде част от германската Свещена Римска империя.
- 962: Германски Елзас
Елзас става част от германската Свещена Римска империя.
- 1354: Основаване на Декаполис (Десетиградие), обединение на 10 свободни града на Елзас.

- 1526: Селска война. 25 000 въстаници са брутално избити в Саверн.
- 1648: Френски Елзас
С Вестфалския договор през 1648 г. голяма част от Елзас става френска. Страсбург се предава на Луи XIV през 1681 г.
- 1798: Свободната република Мюлуз, съюзена с Конфедерация Швейцария, е принудена да капитулира поради икономическа блокада, наложена от Франция. Градът попада под френско управление.
- 1871, 18 април: Въвеждане на задължителното училище.
- 1871: Германски Елзас
По предварителния Версайски договор от 26 февруари и окончателния Франкфуртски мирен договор от 10 май победената Франция отстъпва Елзас на Германската империя.
- 1872, 28 април: Имперски указ за създаване на немски университет в Страсбург.
- 1874, 29 октомври: Указ за създаване на Регионалното събрание на Елзас-Лотарингия.
- 31 май, 1911 г.: Приемане на Конституцията на Елзас-Лотарингия.
- 1915: Битка при скалистия перваз на Хартманнсвилеркопф (на немски: Hartmannswillerkopf) (наричан още Стар Арман – на френски: vieil Armand) на 17 km от Мюлуз.

- 1918, 10-21 ноември: Елзаска съветска република.
- 1919: Френски Елзас
Елзас отново става френски с Версайския договор.
- 1940: Германски Елзас
След поражението на Франция, Третият райх присъединява Елзас към своите територии.
- 1944: Френски Елзас
Елзас е освободен от нацисткото управление. На 21 ноември френската 1-ва армия, под командването на генерал Латр дьо Тасини, освобождава Мюлуз. На 23 ноември 2-ра танкова дивизия под командването на генерал Филип Льоклер освобождава Страсбург.
- 1945: Изцяло френски Елзас
Френските сили отблъскват германската атака срещу Страсбург и след това изиграват значителна роля при превземането на Колмар (2 февруари).

## Език
Елзаският език е историческият език на Елзас и се говори от част от населението. Той се класифицира като горногермански диалект с немалко френски заемки. Около 39 % от възрастното население и вероятно по-малко от 10 % от децата владеят елзаски език. Повечето елзасци днес говорят френски, единственият официален език на Франция. Така може да се каже, че в днешния Елзас голяма част от населението е двуезично. От 1992 г. насам се правят опити за запазване на диалекта от изчезване чрез въвеждане на двуезично обучение.

## География

### Топография
Елзас обхваща площ от 8 283 km2, или 1,5 % от територията Франция, което го прави най-малкият от административните райони на континентална Франция. Той е почти четири пъти по-дълъг от ширината си, разположен в долината между река Рейн и планинската верига Вогези. От 1815 г. граничи с река Лаутер на север, Рейн на изток, Швейцария на юг, регион Франш Конте на югозапад и Лотарингия на запад. Двете исторически и географски области Горен Рейн/О Рен и Долен Рейн/Ба Рен (по-рано известни като Сундгау и Нордгау) са обособени като департаменти. В района има няколко долини, а най-високата точка е Гран Балон в Горен Рейн, който достига височина от 1426 m.

### Климат
Елзас се характеризира с планински и полуконтинентален климат. Зимите са студени, лятото е горещо и има малко валежи, поради защитата от Вогезите на запад. Град Колмар е вторият най-сух град във Франция, с годишни валежи от само 550 mm, което го прави идеален за производство на вино в Елзас. Докато на запад, в част от планинската верига Вогези, има до 170 дъждовни дни в годината или разлика от 75 дъждовни дни на разстояние само 20 km.

### Административно деление
Елзас е разделен на 2 департамента:
- Долен Рейн (фр. Bas-Rhin) на север с административен център в Страсбург;
- Горен Рейн (фр. Haut-Rhin) на юг с административен център в Колмар.

Те са разделени административно на 13 окръга, 75 кантона и 904 общини:
| Департамент Долен Рейн (Окръзи и брой общини) - Агно (56) - Молсайм (69) - Саверн (128) - Селеста-Ерстейн (101) - Страсбург-Кампан (104) - Страсбург-Вил (1) - Висембург (68) | Департамент Горен Рейн (Окръзи и брой общини) - Алткирш (111) - Колмар (62) - Гебвилер (47) - Мюлуз (73) - Рибовиле (32) - Тан (52) |  |

### Градове
| Град               | Жители (година) | Департамент |
| ------------------ | --------------- | ----------- |
| Страсбург          | 287 228 (2019)  | Долен Рейн  |
| Мюлуз              | 108 312 (2019)  | Горен Рейн  |
| Колмар             | 68 682 (2019)   | Горен Рейн  |
| Агно               | 35 196 (2019)   | Долен Рейн  |
| Шилтигайм          | 33 780 (2019)   | Долен Рейн  |
| Илкирш-Графенщаден | 26 698 (2019)   | Долен Рейн  |
| Сен-Луи            | 22 413 (2019)   | Горен Рейн  |
| Селеста            | 19 242 (2019)   | Долен Рейн  |
| Линголсайм         | 19 439 (2019)   | Долен Рейн  |
| Бишайм             | 17 353 (2019)   | Долен Рейн  |
| Илзак              | 14 784 (2019)   | Горен Рейн  |
| Саверн             | 11 378 (2019)   | Долен Рейн  |

|  |

|  |  |

|  |  |  |

|  |  |

|  |

|  |  |

|  |  |  |

|  |  |

## Символика
От 1948 до 1990 г. гербът на Елзас е бил комбинация от два герба и съставен от две части: лява част на Долен Рейн и дясна част на Горен Рейн. През 1990 г. двете части са обединени и гербът придобива сегашния си вид. На червен фон по диагонал от горния ляв ъгъл надолу надясно е разположена бяла сребърна лента, украсена отстрани с дантелени драперия от тесни напречни сребърни винетки. Лентата е заобиколена от 6 златни корони под наклон, групирани в два триъгълника от двете страни на лентата: три в горната дясна част на щита и три обърнати в долната лява част на щита. По същия начин е оформено и знамето на Елзас през 1990 г.
Хералдическите цветове на знамето и герба символизират:
- червено – смелост, смелост, любов, както и кръвта, пролята в борбата;
- жълто – благородство, власт и богатство, както и добродетели: сила, лоялност, чистота, справедливост, милост и смирение;
- бяло – благородство, откровеност, както и чистота, невинност и истинност.

Цветовете на Долен Елзас символизират традиционния елзаски костюм: червена жилетка, носена върху бяла риза.
Бялата лента, украсена от двете страни с бяла дантела, символизира северната част на региона. За първи път символът се среща през 1262 г. върху печата на графовете Верди. От самото начало тази диагонална лента символизира колан през рамо и показва елемента от облеклото на благородниците и рицарите, към който е прикрепено оръжието.
Шестте златни корони символизират бившите владения на Хабсбургите в Южен Елзас. Земите на Горен Елзас принадлежат на Хабсбургската къща от 1130 г. Изборът на символи, като тези корони, датира от 1418 г. и отразява надеждите на Хабсбургите за кралска корона, както и популярността на образа на библейските магове (крале) в Рейнланд. През 1507 г. в обкръжението на Максимилиан Австрийски, съпруг на Мария Бургундска, се споменава, че шестте корони символизират шестте части на древното кралство Бургундия.
Логото на Елзас е звезда, по-голямата част от която е боядисана в синьо – тази част символизира съвременна Франция. Територията на Елзас е маркирана в жълто тук и се намира „на изток“ на звездата-Франция. Неслучайно тези цветове се свързват с цветовете на ЕС, Елзас е представен на тази емблема като посланик между Европа и Франция.

## Забележителности
Гъсто населен в миналото, Елзас е известен със своите красиви села, църкви, замъци и други забележителности на големите си градове Страсбург, Колмар, Селеста, Гебвилер, Саверн, Оберн, въпреки че те са били постоянно унищожавани през петвековната война между Франция и Германия.
Най-важният политически, икономически и културен център на Елзас е град Страсбург, който е и столицата и най-големият град на региона. Тъй като градът е дом на десетки международни организации и органи, Елзас е политически един от най-важните региони в Европейския съюз.

### Страсбургската катедрала
Римокатолическата катедрала в Страсбург е построена в готически стил. Строителството на катедралата започва през 1176 г. и завършва през 1439 г. Тя е висока 142 m и в периода от 1625 до 1847 г. е най-високата сграда в света. Днес това е втората най-висока катедрала във Франция след тази в Руан (висока 151 m). В нея се помещава астрономическият часовник от XVI век, който някога е бил смятан за едно от „Седемте чудеса на Германия“.

### Високият Кьонигсбург
Замъкът се намира в община Оршвайлер на 757 m надморска височина, издигащ се в долината на Елзас срещу Селеста. Замъкът е построен тайно от Фридрих Хоенщауфен и е разрушаван на няколко пъти. Реконструиран е от 1901 до 1908 г. по поръчка и вкус на император Вилхелм II. Това е един от най-посещаваните средновековни замъци във Франция от туристи.

### Хълмът Сен Одил
Хълмът е част от Вогезите и се издига на 764 m височина и се намира в община Отрот. На върха има манастир, посветен на римокатолическата светица Света Одилия, покровителката на Елзас. Манастирът е създаден около 700 г., когато бащата на Одилия оставя замъка си на дъщеря си, която го превръща в манастир.

### Езическата стена
Езическата стена, наречена така от папа Лъв IX поради предположението, че е построена преди Христос, всъщност представлява три мегалитни единици на няколко километра една от друга:
- Езическата стена на хълма Сен Одил, която се простира на десет километра около хълма, със стени с дебелина от 1,60 до 1,80 m и височина до 3 m.
- Езическата стена около замъка Франкенбург, която е подобна на тази на хълма Сен Одил и обгражда замъка от всички страни с изключение на изток. Дебелината на стената е 1,80 m, а височината е от 0,50 до 0,70 m.
- Езическата стена на склона на Теншел. За разлика от другите две стени, тази се простира по билото на планината в посока югоизток/северозапад с дължина около 2,5 km. Изградена е от камъни, поставени един върху друг без следи от кал или хоросан. Стената е висока около 1,80 m, а дебелината на върха е около 1,70 m. Произходът на стената все още е неизвестен и е обект на различни спорове и източник на фантазия. Историите за възникването на стената са по-скоро истории и легенди, отколкото неоспорими исторически факти.

### Градът на автомобила
„Градът на автомобила“ (колекция на братята Шламф) в Мюлуз е най-големият музей на автомобилите в света, с 500 превозни средства, включително 464 автомобила с марка 98, включително колекцията на известния Фриц Шламф – най-голямата колекция на Бугати в света. През 1989 г. музеят е преименуван на „Държавен музей на автомобила – колекция Шламф“. През 2006 г. музеят е реконструиран, разширен, реновиран и преименуван на Град на автомобила (Cité de l'Automobile).

### Градът на влака
„Влаковият град Мюлуз“, известен още като Френския железопътен музей (Musée français du chemin de fer), е най-големият железопътен музей в Европа. Той съдържа глобална колекция от историята на френските железници, обхващаща площ от около 15 000 m2 с повече от сто превозни средства и хиляди предмети, свързани с железопътния транспорт.

### Електрополис
Това е най-големият музей в Европа, посветен на електричеството. Музеят е открит в Мюлуз през 1987 г. с изложбена площ от 4000 m2. Музеят обхваща всички аспекти на електричеството, от исторически до научни.

### Екомузей на Елзас
Екомузеят на Елзас е музей на валоризирането на обичаите, занаятите и народните традиции на Елзас и е най-големият музей на открито във Франция. Това е традиционно елзаско село със 70 автентични елзаски сгради, къщи, мелница, църква и други съоръжения, където традиционните занаяти са представени от актьори, облечени в народни елзаски носии.

### Елзаски винен път
Елзас е известен и със своите лозя (особено по 170-километровия Винен път на Елзас от Марленхайм до Тан) и планината Вогези с красивите си зелени гори и езера.
- Традиционна елзаска архитектура (Колмар)
- Бялото езеро (Блан) със статуя на Дева Мария на върха
- Квартал „Малка Венеция“ в Колмар
- Университетската палата в Страсбург

## Кулинария
Елзаската кухня е известна с доста кулинарни специалитети. Те включват:
- Бекеофе (френски: Baeckeoff, елзаски: Bäckerofen) – „пекарна“: яхния от месо, картофи и праз, основното ястие от Елзас
- Шифала, Шойфеле (елз. Schiffala, немски: Schäufele) – пушена свинска плешка
- Кок о ризлинг, Кок о вин (фр. Coq au Riesling, Coq au Vin) – „петел във вино“, използвайки елзаски ризлинг
- Флеисшнаска (фр. Fleischschnacka) – разточеното тесто със свинско и телешко месо
- Шукроут (елз. Sürkrüt, фр. Sauerkraut, нем. Choucroute) – кисело зеле
- Спаричле (фр. Sparichle) – аспержи придружени от три соса
- Тарт а лоаньон (фр. Tarte à l'oignon, елз. Zwiwwelkuech) – елзаска питка с лук
- Фоа грас (фр. Foie gras) – пай, направен от черен дроб на пълнена гъска или патица
- Мюнстер (фр. Munster, елз. Minschterkas, нем. Münsterkäse) – кремообразно сирене с интензивен вкус с червеникава кора
- Галет дьо пом дьо тер (фр. Galettes de pommes de terre, елз. Grumbeerekiechle) – малки картофени палачинки, буквално „основна торта с круши“. Също така в диалектите на Пфалц се казва Grumbeere или Grumbiere за „картоф“, съответстващо на австрийската дума Erdapfel и северногерманската Erpel
- Тарт фламбе (фр. Tarte flambée, елз. Flammekuech, нем. Flammkuchen) – тарт (пай) фламбе, подобно на пица. Преди е бил част от специалитет на Долен Рейн в близост до Страсбург.
- Биревеске/Birewecke (плодов хляб с круши)
- Кужелхопф/Kugelhopf (елз. Köjelhopf, нем. Gugelhupf, фр. често Kouglof) – торта с мая
- Брьотлеин, бределе (елз. Brötlein, нем. Bredele) – маслени бисквити с канела и ядки
- Тарт о пом (фр. Tarte aux pommes, елз. Apfelwaia – елзаски ябълков пай
- Тарт о кетсч (фр. Tarte aux quetsches, елз. Zwatschgawaia) – торта от сливи
- Мигнардизи (фр. Mignardises) – сладки торти
- Фриандс (фр. Friands) – сладки сладкиши
- Кетч д’Алзас (фр. Quetsch d’Alsace нем. Zwetschgenwasser) – сливова ракия, която се произвежда в домашни дестилерии с двойна дестилация (преваряване) поради стари (елзаски/немски) права със съдържание на алкохол над 50 %
- Кремант д’Алзас (фр. Crémant d'Alsace) – елзаско пенливо вино

Елзас, един от районите с най-много „звезди“ от гидове, се възползва максимално и понякога надценява своя важен гастрономически репертоар. Въпреки наплива от туристи и известна тривиализация, забележима в Страсбург и в няколко исторически града, разположени по Пътя на виното, голям брой ресторанти се оказват висококачествени и доста често много дружелюбни. Елзаските семейства продължават да ги посещават усърдно и ястията с приятели са много по-обичайни, отколкото другаде. В неделния обяд има тълпи в ресторанти и селски ханове с добра репутация, дори на голямо разстояние от големите центрове (долината на Мюнстер, Haute-Bruche, „Pays des choux“, Ried, регион Brumath, Outre-Forêt, Florival, Сундгау).
Почетно място в традиционните елзаски рецепти и ястия заемат дивечът – законът за лова е специфичен за региона – и свинското месо, въпреки ниското местно производство на свинско месо.
Пастетът от гъши гъши дроб, произвеждан от XVII век, е специалитет от Елзас. Вариант на този пастет под кръгла кора за баница е представен през 1780 г. на масата на военния губернатор на Страсбург. Елзас не отглежда много повече гъски, отколкото прасета, от които въпреки това консумира обилно колбаси. От друга страна отглежда все повече патици за производство на гъши дроб.
Имената на продукти и ястия, на диалект, варират много от един регион до друг: опасни транскрипции, понякога доста обидни френчизации, като „tarte flambée“, са изобилие. Така че, независимо дали се транскрибира Baeckeoffe, Bäckkeoffe, Bækoffa, Bækenoffa, Bækaoffe, винаги става въпрос за смес от меса, картофи, лук, полята с бяло вино, приготвена много дълго във фурната в херметически затворен терин. Въпреки че повече или по-малко францизираните диалектни термини могат да бъдат написани изцяло с малки букви, използването на началната главна буква в немския често е запазено.
Има много традиционни десерти: кужелхопф, чието име често е френизирано в кужлоф, плодови пайове, особено кечи и извара, голямо разнообразие от бисквити и малки сладкиши, наречени Bredele, Bredala или други Bredle (специалитетите Advent), меденки и др. 
От Елзас има известни кулинари. Около четиридесет готвачи са включени в национални гастрономически издания (Michelin Red Guide, Gault Millau Guide, Pudlo Guide). Половин дузина готвачи се считат за високо ниво от водачите и гастрономическата преса. Семейство Хеберлин, установено в Рид, придоби световна репутация: Auberge de l'Ill, семеен бизнес, се превръща в институция в средата на XX век, намира се на брега на Ил в Илхосерн, на 15 km северно от Колмар; от 1967 г. постоянно получава три звезди в гида на Мишлен. Серж Дъбс, избран за най-добър сомелиер в света, и Паскал Леонети, най-добър сомелиер във Франция, работят в Auberge съответно от 1972 и 1998 г.